# Teresa Boronat i Fabra
Teresa Boronat i Fabra, coneguda artísticament com a Teresina Boronat, (Sant Andreu de Palomar, 1904 - Sant Antoni de Calonge, 11 de març de 1983) fou una ballarina, coreògrafa i professora catalana de dansa clàssica.
Com les ballarines clàssiques de la seva època, ballava igualment dansa espanyola, especialment els balls i danses tradicionals catalans. Va ser primera ballarina del Liceu i actuà en països d'arreu del món barrejant la sardana i altres balls catalans amb la dansa clàssica, amb un èxit aclaparant. Durant la guerra civil espanyola es va posicionar públicament a favor de la República i va participar en actes en el seu suport. Va crear una escola de dansa a França, on ha estat tradicionalment més reconeguda que a Espanya.
Un dels seus majors mèrits va ser encetar unes bases sòlides del que podria haver arribat a ser una dansa clàssica catalana, de la mateixa manera que hi ha una dansa clàssica espanyola, amb balls i danses catalans estilitzats i amb la tècnica de la dansa clàssica. La seva idea, que va exportar a països d'Àsia, Europa o Amèrica amb enorme èxit, era la creació d'una dansa clàssica però bastida sobre gestualitats, músiques, temes i altres materials catalans. No es basava només en material antic, sinó al contrari, es va apuntar a la moda europea dels seus contemporanis de basar-se en decorats, escenografia, partitures, etc. avantguardistes, dels artistes innovadors contemporanis a ella. Després d'ella només hi van aportar algunes coses, a nivell anecdòtic, alguns coreògrafs com Joan Magrinyà o Trini Borrull, fonamentalment a causa dels quaranta anys de franquisme, que va prohibir aquest mitjà d'expressió. Amb la fi de la dictadura, els ballarins i coreògrafs catalans van preferir no mirar enrere i apostar per la dansa contemporània, mentre que els esbarts van considerar més urgent dedicar-se a recuperar els balls i danses tradicionals originals, desproveïts de la tècnica de la dansa clàssica. A partir del canvi de segle xx a XXI alguns coreògrafs de clàssic catalans començaren a reprendre la idea de Boronat, si no en totes, almenys en algunes de les seves coreografies. N'és un exemple El so de la tenora i el ballet (2006), un espectacle presentat al Palau de la Música Catalana i representat a diverses ciutats catalanes, coreografiat sobre músiques amb instruments tradicionals catalans d'autors diversos, com la Companyia Elèctrica Dharma i Joaquim Serra i Corominas.
Va treballar a més com a cantant i actriu.

## Infància
Era filla de Roc Boronat i Boronat, que va ser regidor de Sant Martí de Provençals, i de Joaquima Fabra i Roselló. A Sant Martí havia nascut el 1897 la seva germana Joaquima (Quimeta, 1897-1962) i més tard va néixer, ja a Sant Andreu, el seu germà Roc.

## Formació
Boronat va formar-se com a ballarina de dansa clàssica i dansa espanyola a l'escola que hi havia al Gran Teatre del Liceu, va ser alumna de Pauleta Pàmies i una de les seves deixebles més notables. Va estudiar ritme amb el mestre Llongueras i va aprendre a tocar el violí a l'Escola Municipal de Música de Barcelona.

## Carrera professional
A l'edat de quinze anys ja va començar a ballar professionalment al Liceu, en un principi al cos de ball de l'òpera, com a primera ballarina. Posteriorment va ser primera ballarina del cos de ball principal del Liceu fins a l'any 1924, any en què va decidir provar sort a l'estranger. En paral·lel, va actuar al Teatre Líric de Barcelona com a cantant i actriu dramàtica i, ja des de ben joveneta, actuava a teatres coreografiant música catalana, com per exemple La sardana de les monges, d'Enric Morera, al teatre El Dorado de Barcelona en 1917. Aleshores el seu apoderat era Antoni Monplet i Guerra.
En 1924 va marxar a París, on va treballar com a ballarina i coreògrafa, per a treballar en un començament al Follies Bergère, i on acabaria sent molt més famosa que a la seva Barcelona natal. En 1927 va fundar una escola de dansa pròpia a la capital francesa. A París va contractar l'il·lustrador català Àngel Fernandez i Castañer, que també treballava per al Liceu, com a escenògraf i pintor de decorats. No va deixar de col·laborar, però, en espectacles a Barcelona; així, per exemple, el 1928 va ser l'estrella principal del reanomenat Festival Goya que es va organitzar al Liceu per a commemorar el centenari de la mort de Francisco de Goya y Lucientes. En un dels seus retorns a Catalunya, per actuar al Teatre Principal d'Olot, afirmava:
| «                                | No puc deixar de dansar perquè, a més a més de delectar-m'hi, les cames se me n'hi van... i el teatre ha d'ésser per a mi un complement de les meves aspiracions i un sedant per el meu esperit. | » |
| — Teresa Boronat, Revista d'Olot | |   |

El 1937 va triomfar a la sala Pleyel de París, davant milers d'espectadors, amb la recreació clàssica d'un solo de sardana, acompanyada per la cobla Barcelona (l'antiga Cobla Sureda), en un acte a favor de la Segona República Espanyola.

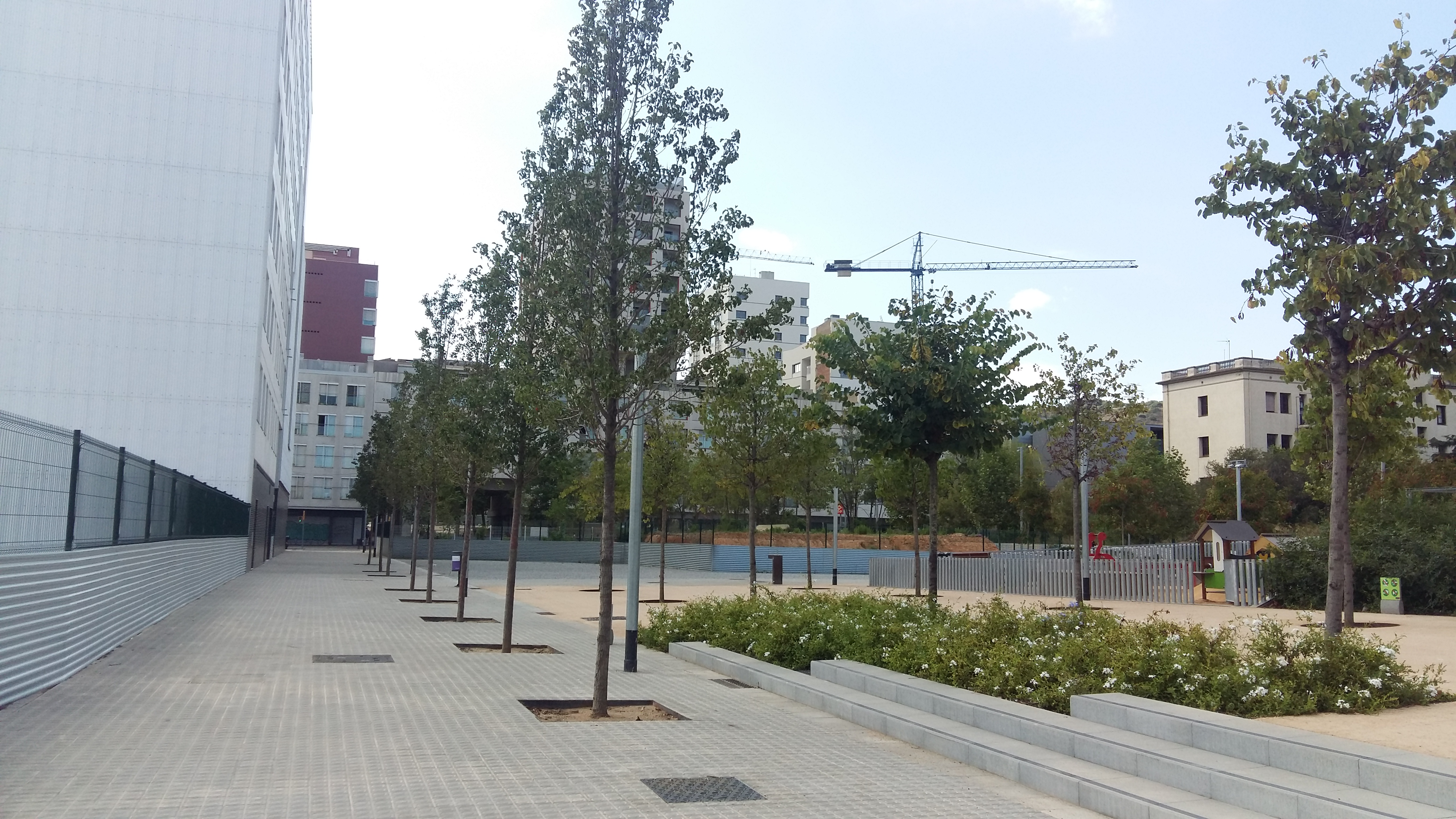
Carrer de Teresa Boronat i Fabra al barri de Sant Andreu (Barcelona)

Durant els anys vint i trenta va realitzar gires i va ballar amb el seu particular estil a països dels cinc continents, des de Nova York fins a Shanghai, versionant danses tradicionals i populars catalanes amb un èxit esclatant i assolint "una envejable cotització com a valor internacional de ball".
L'any 2020 es va posar el seu nom a un dels carrers del districte de Sant Andreu de Barcelona, on havia nascut.